# Else Lasker-Schüler
Else Lasker-Schüler, all'anagrafe Elisabeth Schüler (Elberfeld, 11 febbraio 1869 – Gerusalemme, 22 gennaio 1945), è stata una poetessa tedesca.
Secondo Schalom Ben-Chorin, è stata la più grande poetessa espressa dall'ebraismo. Per Karl Kraus fu «il più forte e impervio fenomeno lirico della Germania moderna», e per Gottfried Benn Else Lasker-Schüler fu la più grande poetessa che la Germania avesse mai avuto.

## Biografia
Ultima di sei fratelli, Else Schüler nacque nel 1869 a Elberfeld (oggi Wuppertal),  in Vestfalia, dal banchiere Aaron Schüler e da Jeanette Kissing, che fu una delle figure centrali nella sua poesia. Else crebbe come bambina prodigio all'interno della famiglia: a quattro anni sapeva già leggere e scrivere. Dal 1880 frequentò il Liceo West an der Aue. Nel 1894 morì il fratello Paul, cui era molto legata, nel 1890 la madre e nel 1897 il padre. La morte della madre significò per lei «la cacciata dal paradiso terrestre».
Dopo aver lasciato la scuola e aver preso lezioni private in casa dei genitori, nel 1894 sposò il medico Berthold Lasker, fratello maggiore del campione del mondo di scacchi, Emanuel, nel 1895 si trasferì a Berlino, dove rimase fino al 1933. Qui iniziò la sua formazione come disegnatrice e pubblicò nel 1899 le prime poesie sulla rivista Die Gesellschaft. Durante gli anni berlinesi fu una delle principali animatrici dei "tavoli" letterari tenuti al Café des Westens. Il 24 agosto 1899 nacque il figlio Paul. La prima raccolta di poesie, Styx, venne pubblicata nel 1902.
L'11 aprile 1903 divorziò da Berthold Lasker per sposare, il 30 novembre dello stesso anno, lo scrittore Georg Lewin, che a lei deve il suo pseudonimo di Herwarth Walden. Separatasi anche da Lewin nel 1910, nel 1912 ottenne il divorzio. Senza un reddito proprio, visse grazie all'appoggio di amici, in particolar modo Karl Kraus. Nel 1912 incontrò Gottfried Benn. Tra i due si sviluppò una profonda relazione, e lei gli dedicò numerose poesie d'amore.
Nel 1906, dopo la morte del suo carissimo amico Peter Hille, comparve la prima opera in prosa, Das Peter-Hille-Buch. Nel 1909 pubblicò il testo teatrale Die Wupper, che venne messo in scena solo nel 1919 a Berlino. Con la raccolta di poesie Meine Wunder (e in particolare con la poesia Ein alter Tibetteppich) Else Schüler divenne nel 1911 una delle principali esponenti dell'espressionismo.
Nel 1927 morì di tubercolosi il figlio Paul e iniziò per lei una profonda crisi. Vinto nel 1932 il premio Kleist, il 19 aprile 1933 emigrò a Zurigo in seguito a minacce e violenti attacchi da parte del partito nazista. A Zurigo, tuttavia, le venne vietato di pubblicare. Compì due viaggi in Palestina, nel 1934 e nel 1937. Nel 1938 le fu revocata la cittadinanza tedesca e nel 1939 compì il terzo viaggio in Palestina; a causa dello scoppio della guerra non le fu possibile tornare in Svizzera. Nel 1944 si ammalò gravemente, e, in seguito a un attacco di cuore avuto il 16 gennaio 1945, il 22 gennaio Else Lasker-Schüler morì e fu sepolta sul Monte degli Ulivi a Gerusalemme.

## Opere
Else Lasker-Schüler ha lasciato un cospicuo numero di opere poetiche, tre testi teatrali, alcuni racconti, schizzi nonché numerose lettere e disegni. In vita, le sue poesie comparvero sia in numerosi giornali e periodici, tra cui quello del suo secondo marito, Der Sturm e quello di Karl Kraus Die Fackel, sia in alcuni volumi curati e talvolta illustrati da lei stessa, tra cui
- Styx (1902)
- Der siebente Tag (1905)
- Meine Wunder (1911)
- Hebräische Balladen (1913)
- Gesammelte Gedichte (1917)
- Mein blaues Klavier (1943)

Sono degni di nota anche i suoi due romanzi epistolari: Mein Herz: Liebesroman mit Bildern und wirklich lebenden Menschen (1912) e Der Malik (1919).
Else Lasker-Schüler si dedicò molto alla poesia amorosa, che occupa uno spazio centrale nella sua produzione lirica; si trovano inoltre molte poesie dal profondo carattere spirituale: le opere tarde in particolare sono dense di riferimenti biblici e orientali. Pur ostentando una certa libertà formale, le sue poesie sono lavori di grande ricerca formale e concentrazione interiore, ove ricorrono frequenti neologismi.
Nella sua pièce teatrale Artur Aronymus (1933) Else Lasker-Schüler tratta apertamente e lucidamente di persecuzione antisemita e l'opera venne prima censurata dal regime e poi tolta dai programmi teatrali. I riferimenti alla contemporanea situazione politica si fanno ancor più espliciti nella sua ultima opera teatrale, Ichundich (ioeio), a cui lavorò fino ai suoi ultimi giorni a Gerusalemme. In quest'opera emerge una complessa continuazione del Faust di Goethe, in cui Faust e Mefisto osservano dall'inferno Hitler conquistare il mondo pezzo dopo pezzo. In seguito a tali fatti spaventosi perfino Mefisto deve ammettere che il male non può essere approvato e con Faust invoca il perdono divino; entrambi vengono assunti in cielo mentre il Terzo Reich sprofonda in un mare di fiamme.

## Film
- Ich räume auf ("Io sistemo le cose") Germania 1979[4]. L'attrice tedesca Gisela Stein nella parte di Else Lasker-Schüler che si lamenta con i suoi editori. Produzione: WDR Cologna, direttore: Georg Brintrup[5]